# Dalmau VII de Rocabertí
Dalmau VII de Rocabertí y de Urgell (? - 1324) fue vizconde de Rocabertí entre 1309 y 1324.

## Biografía
Fue un militar y hombre de confianza de Jaime II de Aragón y un importante actor de la conquista de Cerdeña, adelantándose al grueso de los expedicionarios con 200 caballeros y 2000 infantes con su tío Guerau de Rocabertí y Desfar para ayudar Hugo II de Arborea, tomando Quartu Sant'Elena y atacando el Castel di Castro durante el cual perdió la vida.
Se casó con Beatriz de Cabrenys, hija de Bernat Hug de Cabrenys, que aportó la baronía de Cabrenys al patrimonio de los Rocabertí. De este matrimonio nacieron:
- Jofre V de Rocabertí, heredero del vizcondado.
- Guillem Galceran de Rocabertí, casado con María de Arborea, hija del juez Hugo II de Arborea. Inició la rama de los Rocabertí de Cabrenys.
- Timbor de Rocabertí, casada con Mariano IV de Arborea, hijo y heredero del juez Hugo II de Arborea.